# Christian Dietrich Grabbe
Pour les articles homonymes, voir Grabbe.
Christian Dietrich Grabbe, né à Detmold le 11 décembre 1801 et mort à Detmold le 12 septembre 1836, est un écrivain et auteur dramatique allemand. Il est, avec Georg Büchner, l'acteur le plus important de la réinvention du drame allemand au XIXe siècle. Influencé par William Shakespeare et par le Sturm und Drang, Grabbe révèle dans ses pièces un regard pessimiste et sans illusion sur le monde.
André Breton a dit à son propos dans son Anthologie de l’humour noir : « Une œuvre dont la géniale bouffonnerie n’a jamais été surpassée, qui détonne au plus haut point dans son temps et est douée plus que toute autre de prolongements innombrables jusqu’à nous. »

## Biographie
Fils d'un gardien de prison, Christian Grabbe s'essaie au théâtre dès l'âge de seize ans. Une bourse lui permet de faire des études de droit à l'université de Leipzig, puis de Berlin, à partir de 1822. À Berlin, il fait la connaissance de Heinrich Heine. À la fin de ses études, en 1823, il s'efforce en vain d'obtenir un emploi d'acteur ou de metteur en scène au théâtre allemand. De retour à Detmold l'année suivante, il rend son diplôme de droit. Ne parvenant pas à trouver une place de juriste à Detmold, il accepte en 1826 un poste non rémunéré de remplaçant et prend la succession d'un auditeur militaire malade en 1828. En 1829, il fait jouer à Detmold son Don Juan und Faust. C'est la seule fois où l'une de ses pièces est représentée de son vivant.
À partir de 1831, son état de santé se détériore et son alcoolisme ne fait qu'empirer. Cela a pour conséquence de faire échouer ses fiançailles avec Henriette Meyer. Grabbe se tourne alors vers Louise Christiane Clostermeier, qui l'avait auparavant repoussé. Ils se marient en 1833, mais leur union se révèle rapidement malheureuse.
Grabbe rend ses fonctions d'auditeur en 1834. Il va à Francfort, où il se fait renvoyer par son éditeur, puis se rend à Düsseldorf, où il retrouve son ami le compositeur Norbert Burgmüller et travaille pour le théâtre municipal avec Carl Leberecht Immermann, qu'il a rencontré en 1831. Du fait de sa dépression et ses excès alcooliques, cette collaboration est elle aussi de courte durée. En 1836, il retourne à Detmold, où sa femme obtient le divorce. Il y meurt la même année, d'une phtisie de la moelle épinière.
Oubliée, l'œuvre de Grabbe est redécouverte par les dramaturges naturalistes et expressionnistes. Il est consacré comme auteur à dimension nationale sous le Troisième Reich, qui exploite son antisémitisme et la teneur de certaines de ses pièces telle que La Bataille d'Arminius  (ne pas confondre avec la pièce de  Kleist, du même nom).

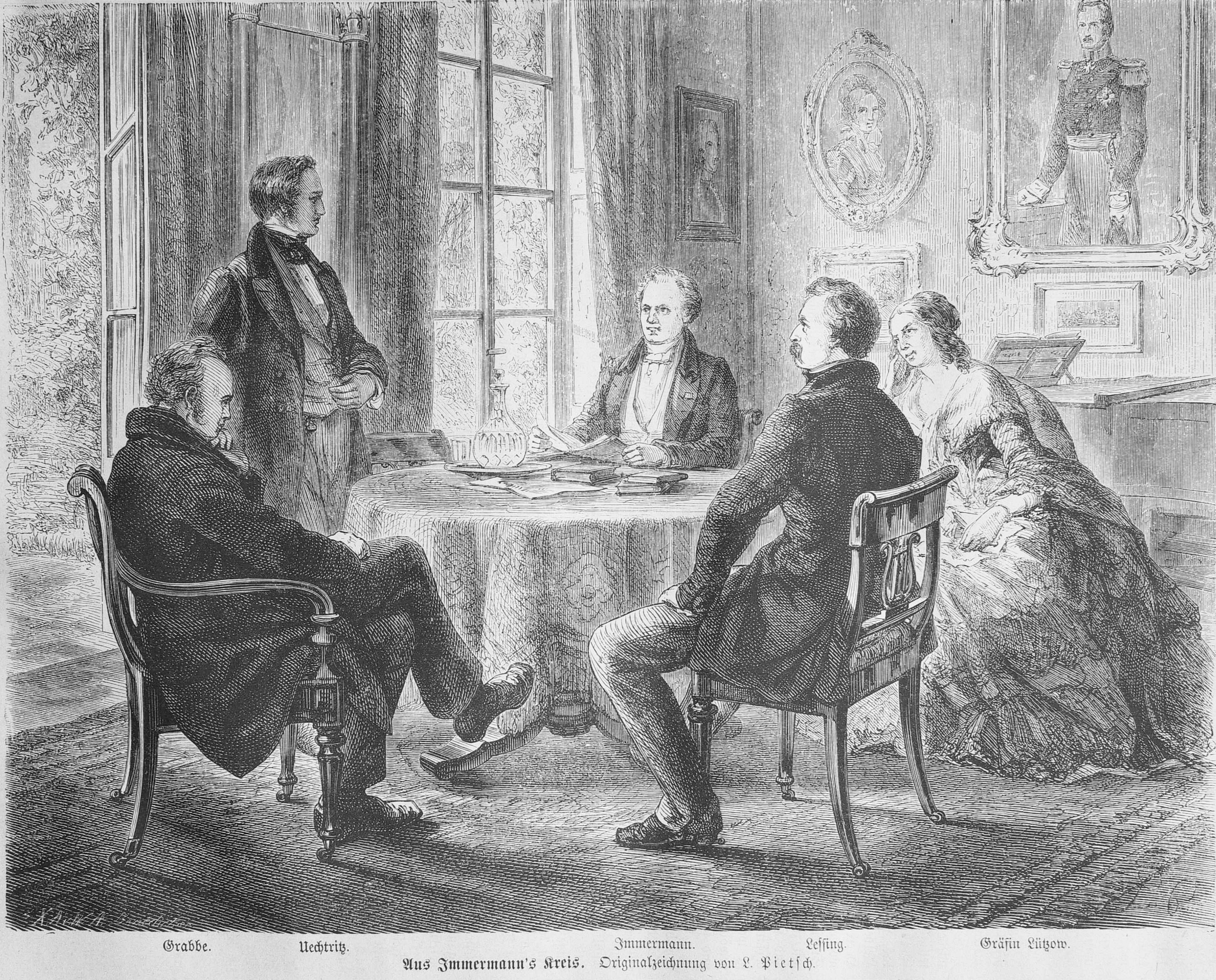
Dans le salon d'Elisa von Ahlefeldt. (de gauche à droite) Christian Dietrich Grabbe en compagnie de, Friedrich von Uechtritz, Carl Leberecht Immermann, Gotthold Ephraim Lessing et Elisa von Ahlefeldt. Journal Belvédère (1868).

## Influence
Influencé par William Shakespeare et par le Sturm und Drang, ses drames expriment ses ambitions. Avec leurs foules de figurants et leurs rapides changements de scènes, ils repoussent les limites de la technique scénique de l'époque. Le passage des formes rigoureuses du drame classique à un enchaînement de scènes aux liens lâches ouvre la voie au réalisme théâtral.
- Herzog Theodor von Gothland, qui choquait par son nihilisme, est considéré comme une de ses premières œuvres les plus accomplies.
- Napoléon ou les Cent-Jours et Hanibal sont considérés comme des drames importants du courant littéraire du Vormärz, en ce qu'elles mettent en scène une vision historique réaliste et hétérogène.
- Plaisanterie, satire, ironie et signification cachée est aujourd'hui encore une des comédies en langue allemande les plus efficaces et est très souvent jouée, même si le mépris de Grabbe pour la mise en scène rend ses pièces très difficiles à monter.

## Œuvres

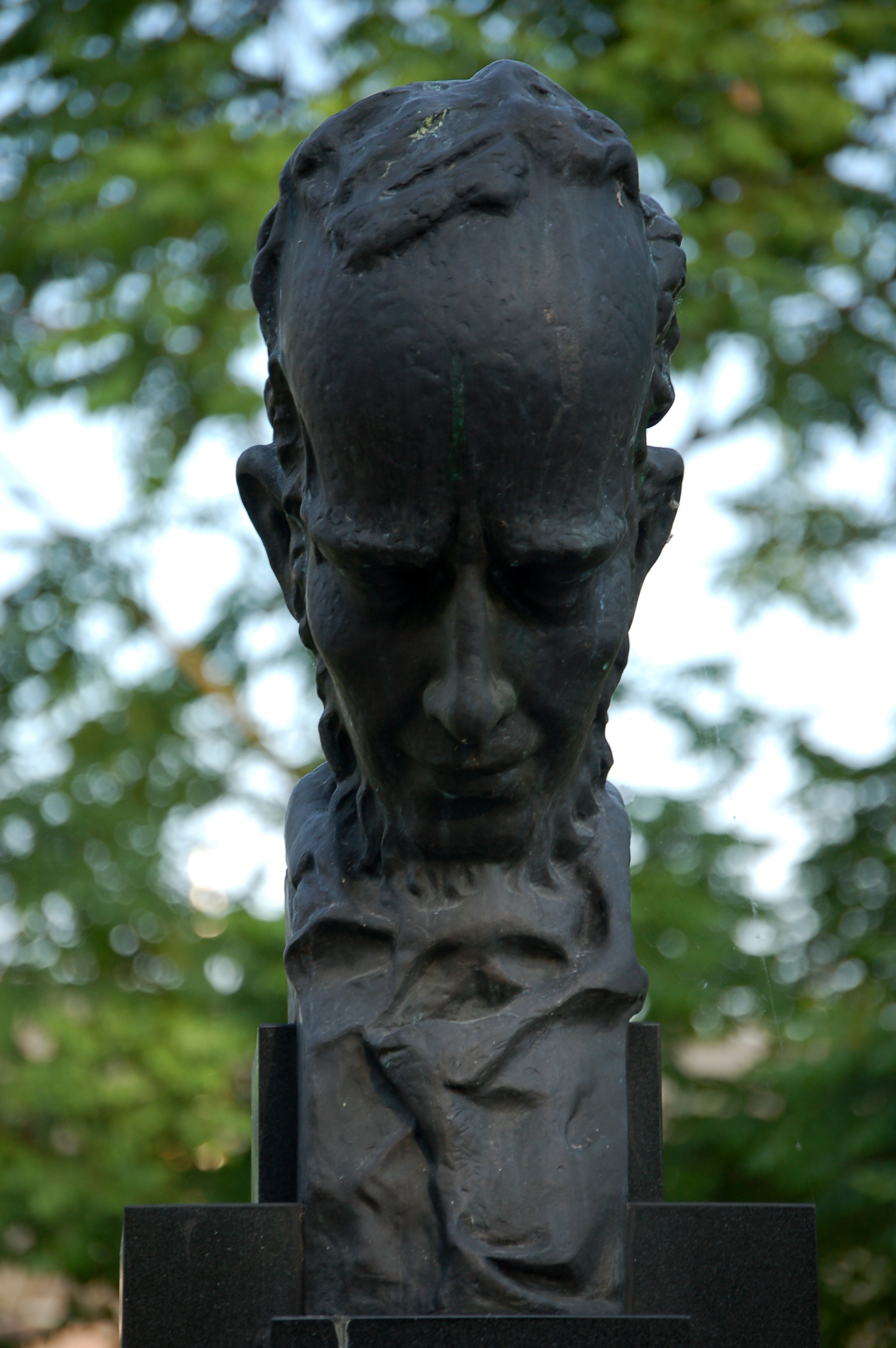
Statue à Düsseldorf.

- Herzog Theodor von Gothland. Tragédie, 1822. Première représentation à Vienne en 1892.
- Plaisanterie, satire, ironie et signification cachée. Comédie, 1827. Première représentation à Vienne en 1976. (Reconstitution numérique : UB Bielefeld)
- Nannette et Maria . Mélodrame, 1823, Première représentation à Kettwig en 1914.
- Marius et Sylla. Fragments dramatiques, 1823-1827.
- À propos de la manie Shakespearienne. Critique de théâtre, créée en 1827.
- Don Juan et Faust. Tragédie, 1828. Première représentation à Detmold en 1829. Traduction en français (et adaptation en 3 actes) de J.-F. Chabrun dans Les Romantiques allemands d'Armel Guerne, Desclée de Brouwer, 1956 et 1963 ; rééd. Phébus, 2004.
- Empereur Frédéric Barberousse. Drame, première partie du cycle des Hohenstaufen, 1829. Première représentation à Schwerin en 1875.
- Empereur Henri VI. Drame, deuxième partie du cycle des Hohenstaufen, 1829. Première représentation à Schwerin en 1875.
- Quelque chose sur la correspondance Goethe-Schiller, 1830.
- Napoleon ou les Cent-Jours. Drame, 1831. Première représentation à Frankfort sur le Main en 1895. (reconstitution numérique : UB Bielefeld).
- Kosciuszko. Fragments dramatiques, 1835.
- Cendrillon. Comédie, 1835.
- Hannibal. Tragédie, 1835. Première représentation à Munich en 1918. (reconstitution numérique : UB Bielefeld)
- Le Cid. Livret d'opéra, 1835.
- La bataille d'Hermann. Drame, 1835-1836.
- Lettres.

## Traductions
- Raillerie, satire, ironie et signification cachée, trad. Robert Valançay, Éditions Fontaine, Collection L'Âge d'or, 1946.

- Plaisanterie, satire, ironie et sens plus profond, trad. Henri-Alexis Baatsch, Éditions Éric Losfeld, 1971.

- Plaisanterie, satire, ironie et signification plus profonde a été traduit par Robert Piéchaud dans le deuxième numéro de la revue littéraire La Roulette russe, paru en février 2008.

## Sources
- (de) Cet article est partiellement ou en totalité issu de l’article de Wikipédia en allemand intitulé « Christian Dietrich Grabbe » (voir la liste des auteurs).